# Piotr Zieliński (football)
Pour les articles homonymes, voir Zieliński.
Pour le cycliste polonais, voir Piotr Zieliński (cyclisme).
Piotr Zieliński, né à Ząbkowice Śląskie en Pologne, est un footballeur international polonais qui évolue au poste de milieu de terrain à l'Inter Milan.
Ses frères Tomasz et Pawel sont également footballeurs.

## Biographie

### Formation en Pologne
Recruté à l'âge de treize ans par le Zagłębie Lubin, alors qu'il évoluait auparavant à l'Orzeł Ząbkowice Śląskie, club de niveau régional de Basse-Silésie, Piotr Zieliński suit un parcours classique au niveau junior, avant d'intégrer l'équipe réserve du Zagłębie en 2010. Encore très jeune, il n'y joue que très rarement (quatre fois), d'autant que l'équipe joue les premiers rôles en Młoda Ekstraklasa et finira même avec le titre de champion. Cependant, il est régulièrement appelé en sélection polonaise junior, que ce soit pour l'équipe des moins de dix-sept ans ou plus tard dans la saison celle des moins de dix-neuf ans.

### Udinese Calcio
À l'été 2011, Piotr Zieliński est engagé par l'Udinese Calcio, qui offre cent mille euros au Zagłębie Lubin pour s'attacher ses services.

#### Première saison passée avec la Primavera
Immédiatement, il est placé avec la Primavera, où se côtoient les joueurs ayant moins de vingt ans et qui est engagée dans le même groupe que celui des deux gros clubs milanais. Après quelques mois d'adaptation, le Polonais joue son premier match contre Cesena, le 14 janvier 2012, puis garde sa place sur le terrain. Finalement, pour sa première saison passée en Italie, Zieliński joue douze matches et marque deux buts.
Lors de la saison 2012-2013, Piotr Zieliński continue sa progression. Buteur à plusieurs reprises avec la Primavera, il est appelé pour la toute première fois en équipe professionnelle en octobre par Francesco Guidolin. Il commence alors à s'entraîner avec les pros, et s'assoit sur les bancs de touche italiens lors des matches de Serie A. Le 2 décembre, il fait ses débuts avec l'Udinese, remplaçant le capitaine Antonio Di Natale en fin de match contre Cagliari. Après un court retour chez les jeunes, une nouvelle fois productif en nombre de buts inscrits, Zieliński reprend place sur le banc frioulan, et rejoue lors de la 29e journée contre Catane. Quelques semaines plus tard, il est titularisé pour la première fois par Guidolin, face à Parme : au stade Ennio-Tardini, le Polonais délivre deux passes décisives lors de la victoire trois à zéro de son équipe. De nouveau sur le terrain lors de la journée suivante, Piotr Zieliński provoque l'enthousiasme de son entraîneur, qui n'hésite plus à faire appel à lui, alors même que l'Udinese est en pleine remontée vers les places européennes. Finalement cinquième au classement et qualifié pour la Ligue Europa, Zieliński termine la saison avec neuf matches au compteur.

### SSC Naples
Lors de l'été 2016, Piotr Zieliński s'engage en faveur du SSC Naples. Il joue son premier match pour Naples le 21 août 2016, lors de la première journée de la saison 2016-2017 de Série A face au Delfino Pescara. Il entre en jeu à la place de Marek Hamšík et les deux équipes se séparent sur un match nul (2-2).

### En sélection
Fin mai, le sélectionneur Waldemar Fornalik appelle pour la première fois le jeune joueur, qui dispute son premier match international avec la Pologne le 4 juin, en amical contre le Liechtenstein.
Zieliński inscrit son premier but avec la Pologne lors de sa troisième apparition avec l'équipe nationale, le 14 août 2013, lors d'un match amical contre le Danemark. Il entre en jeu et participe avec son but à la victoire de son équipe par trois buts à deux.
Le 30 mai 2016 il est officiellement nommé par Adam Nawałka et fait partie de la liste des 23 joueurs polonais sélectionnés pour disputer l'Euro 2016.
Le 4 juin 2018, il est sélectionné par Adam Nawałka pour participer à la Coupe du monde 2018.
Il est retenu par le sélectionneur Paulo Sousa pour disputer l'Euro 2020,.
Le 10 novembre 2022, il est sélectionné par Czesław Michniewicz pour participer à la Coupe du monde 2022. Durant la compétition, il ouvre le score face à l'Arabie saoudite sur une passe de Robert Lewandowski contribuant à la victoire des siens 2-0. 
Le 8 juin 2024, il figure dans la liste des 26 joueurs polonais retenus par Michał Probierz pour participer à l'Euro 2024.  

## Statistiques
| Saison                | Club                  | Championnat           | Championnat | Championnat | Coupe(s) nationale(s) | Coupe(s) nationale(s) | Supercoupe | Supercoupe | Compétition(s) continentale(s) | Compétition(s) continentale(s) | Compétition(s) continentale(s) | Coupe du monde des clubs | Coupe du monde des clubs | Pologne | Pologne | Total | Total |
| Saison                | Club                  | Division              | M.          | B.          | M.                    | B.                    | M.         | B.         | Comp.                          | M.                             | B.                             | M.                       | B.                       | M.      | B.      | M.    | B.    |
| 2012-2013             | Udinese Calcio        | Serie A               | 9           | 0           | -                     | -                     | -          | -          | -                              | -                              | -                              | -                        | -                        | 2       | 0       | 11    | 0     |
| 2013-2014             | Udinese Calcio        | Serie A               | 10          | 0           | -                     | -                     | -          | -          | C3                             | 1                              | 0                              | -                        | -                        | 6       | 4       | 17    | 4     |
| Sous-total            | Sous-total            | Sous-total            | 19          | 0           | -                     | -                     | -          | -          | -                              | 1                              | 0                              | -                        | -                        | 8       | 4       | 28    | 4     |
| 2014-2015             | Empoli FC (prêt)      | Serie A               | 28          | 0           | 2                     | 0                     | -          | -          | -                              | -                              | -                              | -                        | -                        | 2       | 0       | 32    | 0     |
| 2015-2016             | Empoli FC (prêt)      | Serie A               | 35          | 5           | 1                     | 0                     | -          | -          | -                              | -                              | -                              | -                        | -                        | 8       | 1       | 44    | 6     |
| Sous-total            | Sous-total            | Sous-total            | 63          | 5           | 3                     | 0                     | -          | -          | -                              | -                              | -                              | -                        | -                        | 10      | 1       | 76    | 6     |
| 2016-2017             | SSC Naples            | Serie A               | 36          | 5           | 4                     | 1                     | -          | -          | C1                             | 7                              | 0                              | -                        | -                        | 7       | 0       | 54    | 6     |
| 2017-2018             | SSC Naples            | Serie A               | 36          | 4           | 2                     | 0                     | -          | -          | C1+C3                          | 7+2                            | 2+1                            | -                        | -                        | 13      | 2       | 60    | 9     |
| 2018-2019             | SSC Naples            | Serie A               | 36          | 6           | 1                     | 0                     | -          | -          | C1+C3                          | 6+6                            | 0+1                            | -                        | -                        | 7       | 1       | 56    | 8     |
| 2019-2020             | SSC Naples            | Serie A               | 37          | 2           | 5                     | 0                     | -          | -          | C1                             | 7                              | 0                              | -                        | -                        | 6       | 0       | 55    | 2     |
| 2020-2021             | SSC Naples            | Serie A               | 36          | 9           | 4                     | 0                     | -          | -          | C3                             | 6                              | 2                              | -                        | -                        | 12      | 1       | 58    | 12    |
| 2021-2022             | SSC Naples            | Serie A               | 35          | 7           | -                     | -                     | -          | -          | C3                             | 7                              | 2                              | -                        | -                        | 9       | 1       | 51    | 10    |
| 2022-2023             | SSC Naples            | Serie A               | 37          | 3           | 1                     | 0                     | -          | -          | C1                             | 12                             | 4                              | -                        | -                        | 10      | 1       | 60    | 8     |
| 2023-2024             | SSC Naples            | Serie A               | 28          | 3           | -                     | -                     | 1          | 0          | C1                             | 6                              | 1                              | -                        | -                        | 10      | 1       | 45    | 5     |
| Sous-total            | Sous-total            | Sous-total            | 281         | 37          | 17                    | 1                     | 1          | 0          | -                              | 64                             | 11                             | -                        | -                        | 74      | 9       | 437   | 58    |
| 2024-2025             | Inter Milan           | Serie A               | 26          | 2           | 2                     | 0                     | 1          | 0          | C1                             | 10                             | 0                              | 1                        | 0                        | 6       | 2       | 46    | 4     |
| Total sur la carrière | Total sur la carrière | Total sur la carrière | 389         | 44          | 22                    | 1                     | 2          | 0          | -                              | 74                             | 11                             | 1                        | 0                        | 99      | 14      | 587   | 70    |

## Palmarès
SSC Napoli
- Coupe d'Italie de football (1)
  - Vainqueur en 2020

- Championnat d'Italie de football (1)
  - Champion en 2023

 Inter Milan
- Ligue des Champions
  - Finaliste en 2025